# 317-я стрелковая дивизия (1-го формирования)

## Формирование
317-я стрелковая дивизия (1-го формирования), формировалась в июле-августе 1941 года в городе Баку, Махачкале и Грозном из призывников местных райвоенкоматов. Младший офицерский состав (командиры взводов, рот) призывался из выпускников Грозненского пехотного училища.

## Состав дивизии
- 571-й стрелковый полк
- 606-й стрелковый полк
- 761-й стрелковый полк
- 773-й артиллерийский полк
- 157-й отдельный зенитный артиллерийский дивизион
- 251-я разведывательная рота
- 361-й сапёрный батальон
- 311-й отдельный батальон связи
- 251-й (407-й) медико-санитарный батальон
- 193-я отдельная рота химзащиты
- 165-я автотранспортная рота
- 348-й полевой автохлебозавод
- 803-я полевая почтовая станция
- 893-я полевая касса Госбанка

## Подчинение
- на 01.08.1941 г. — Закавказский ВО — окружное подчинение
- на 01.09.1941 г. — Закавказский фронт — фронтовое подчинение
- на 01.10.1941 г. — Закавказский фронт — 44 А
- на 01.11.1941 г. — 56-я отдельная армия
- на 01.12.1941 г. — Южный фронт, 9-я армия
- на 01.01.1942 г. — Южный фронт, 9-я армия
- на 01.02.1942 г. — Южный фронт, 9-я армия
- на 01.03.1942 г. — Южный фронт, 57-я армия
- на 01.04.1942 г. — Южный фронт, 57-я армия
- на 01.05.1942 г. — Южный фронт, 57-я армия
- на 01.06.1942 г. — Юго-Западный фронт, 57-я армия

## Командиры дивизии (1-е формирование)
- Серёдкин, Иван Владимирович (25.07.1941 — 29.12.1941), полковник. Убит под селом Большие-Салы, Ростовской обл. 17.11.1941 года[2]
- Семизоров, Яков Михайлович (30.12.1941 — 04.03.1942), полковник;
- Яковлев, Дмитрий Павлович (05.03.1942 — 30.05.1942), полковник.

## Боевой путь
В составе действующей армии с 22.10.1941 по 30.5.1942 года.
Осенью 1941 года дивизия была включена в состав 56-й отдельной армии. В начале ноября 1941 года 317-я стрелковая дивизия получила приказ занять оборону в полосе: село Генеральское-Несветай-Будённый, по высотам на южном берегу реки Тузлов.
17 ноября 1941 года началась Ростовская наступательная операция РККА, целью которой был разгром 1-й танковой группы Па́уля Лю́двига Э́вальда фон Клейста и ослабление наступления немецких моторизованных и танковых частей под Москвой.
Одновременно с началом наступления советских войск, 17 ноября 1941 года в 8 часов утра, 3-й армейский моторизованный корпус генерала от кавалерии барона Эберхарда фон Макензена (Макензен, Эберхард фон), основными силами нанёс удар по занимаемым частями 317-й Бакинской стрелковой дивизии позициям. Главной целью наступления был захват войсками корпуса ворот Кавказа, плацдарма для атаки на нефтеносные районы СССР — города Ростова-на-Дону.
Стоит иметь в виду, что 317-я стрелковая дивизия формировалась в условиях отсутствия опытных, обстрелянных кадров, в неразберихе первого года войны, в условиях тяжелейших поражений РККА 1941 года. Дивизия не была обстреляна, младший офицерский состав опыта боевого управления частями не имел, а на направлениях главного удара 3-го моторизованного корпуса немцев дивизия не имела достаточного количества противотанковых средств, резервов. В связи с отсутствием на складах 56-й армии противотанковых и противопехотных мин, перед фронтом и на стыках дивизии не имелось минных заграждений, инженерных сооружений, препятствующих действиям танков и пехоты противника. В тылу не были подготовлены дополнительные рубежи обороны.
После проверки оборонительных рубежей 317-й Бакинской стрелковой дивизии командующим 56-й отдельной армии генерал-лейтенантом Ф. Н. Ремезовым был отстранён от командования командир 606-го полка, входящего в 317-ю дивизию, и на его место назначен подполковник Н. А. Матросов, а 14 ноября, специальным приказом отметив многочисленные недостатки в построении обороны дивизии, командующий дал командиру дивизии Серёдкину двое суток на исправление всех недостатков. Доложить об исполнении приказа следовало 17 ноября 1941 года в 18.00.
Из вышеизложенного приказа командующего 56-й отдельной армии генерал-лейтенанта Ф. Н. Ремезова по 317-й дивизии («…доложить об исполнении приказа об устранении недостатков в организации обороны дивизии 17 ноября 1941 года к 18.00») следует, что ни штаб 56-й армии, ни командующий не знали о готовящемся наступлении немцев на Ростов в полосе 317-й Бакинской стрелковой дивизии, 17.11.41 года в 8 часов утра.

…Генеральный штаб 3 и 6 ноября указал командованию 56-й армии на возможность ударов немцев с северо-запада— 
Переброска немецких частей с Шахтинского направления, активные действия разведки на северо-западном направлении вряд ли могли остаться незамеченными разведкой, штабом и, соответственно, командующим 56-й армии. В связи с метеоусловиями действия авиации в период с 17.11 по 20.11.1941 года были затруднены для всех воюющих сторон.

Бюллетень № 55 состояние погоды в районе фронта в ночь с 16.11.1941 г. на 17.11.1941 г.
Бюллетень № 55 состояние погоды в районе фронта в ночь с 17.11.1941 г. на 18.11.1941 г.
Бюллетень № 58 состояние погоды в районе фронта в ночь с 18.11.1941 г. на 19.11.1941 г.

3-й армейский моторизованный корпус генерала от кавалерии барона Эберхарда фон Макензена на момент начала операции по захвату города Ростова-на-Дону, 17 ноября 1941 года:
- 13-я танковая дивизия
- 14-я танковая дивизия
- 60-я моторизованная дивизия (придана из резерва командования (дислоцировалась северо-восточнее Таганрога))
- моторизованная дивизия СС «Лейбштандарт Адольф Гитлер».

Карта № 3

## Отличившиеся воины дивизии
- Вавилов, Сергей Васильевич, младший политрук, военный комиссар артиллерийской батареи 606-го стрелкового полка.
- Оганов, Сергей Мамбреевич, лейтенант, командир артиллерийской батареи 606-го стрелкового полка.